# Bocksruck
Bocksruck är en bergstopp i Österrike.   Den ligger i distriktet Murau och förbundslandet Steiermark, i den centrala delen av landet, 190 km sydväst om huvudstaden Wien. Toppen på Bocksruck är 1 760 meter över havet, eller 434 meter över den omgivande terrängen. Bredden vid basen är 7,6 km.
Terrängen runt Bocksruck är kuperad åt nordväst, men åt sydost är den bergig. Runt Bocksruck är det ganska glesbefolkat, med 22 invånare per kvadratkilometer.. Närmaste större samhälle är Neumarkt in Steiermark, 16,8 km söder om Bocksruck. 
I omgivningarna runt Bocksruck växer i huvudsak blandskog.